# I Can't Sleep Without You
"I Can't Sleep Without You" is een nummer van de Nederlandse band Golden Earring. Het nummer verscheen op hun album The Naked Truth uit 1992. Dat jaar werd het nummer uitgebracht als de eerste single van het album.

## Achtergrond
"I Can't Sleep Without You" is geschreven door zanger Barry Hay en gitarist George Kooymans en geproduceerd door alle groepsleden. Het is een van de twee nummers die speciaal werd geschreven voor het akoestische livealbum The Naked Truth, naast de titeltrack. Het nummer werd uitgebracht op single en werd een hit: het kwam tot plaats 21 in de Nederlandse Top 40 en plaats 29 in de Nationale Top 100.

## Hitnoteringen

### Nederlandse Top 40
| Hitnotering: 21-11-1992 t/m 19-12-1992 | Hitnotering: 21-11-1992 t/m 19-12-1992 | Hitnotering: 21-11-1992 t/m 19-12-1992 | Hitnotering: 21-11-1992 t/m 19-12-1992 | Hitnotering: 21-11-1992 t/m 19-12-1992 | Hitnotering: 21-11-1992 t/m 19-12-1992 | Hitnotering: 21-11-1992 t/m 19-12-1992 |
| Week                                   | 1                                      | 2                                      | 3                                      | 4                                      | 5                                      |                                        |
| -------------------------------------- | -------------------------------------- | -------------------------------------- | -------------------------------------- | -------------------------------------- | -------------------------------------- | -------------------------------------- |
| Nummer                                 | 31                                     | 23                                     | 21                                     | 22                                     | 29                                     | uit                                    |

### Nationale Top 100
| Hitnotering: 07-11-1992 t/m 16-01-1993 | Hitnotering: 07-11-1992 t/m 16-01-1993 | Hitnotering: 07-11-1992 t/m 16-01-1993 | Hitnotering: 07-11-1992 t/m 16-01-1993 | Hitnotering: 07-11-1992 t/m 16-01-1993 | Hitnotering: 07-11-1992 t/m 16-01-1993 | Hitnotering: 07-11-1992 t/m 16-01-1993 | Hitnotering: 07-11-1992 t/m 16-01-1993 | Hitnotering: 07-11-1992 t/m 16-01-1993 | Hitnotering: 07-11-1992 t/m 16-01-1993 | Hitnotering: 07-11-1992 t/m 16-01-1993 | Hitnotering: 07-11-1992 t/m 16-01-1993 |
| Week                                   | 1                                      | 2                                      | 3                                      | 4                                      | 5                                      | 6                                      | 7                                      | 8                                      | 9                                      | 10                                     |                                        |
| -------------------------------------- | -------------------------------------- | -------------------------------------- | -------------------------------------- | -------------------------------------- | -------------------------------------- | -------------------------------------- | -------------------------------------- | -------------------------------------- | -------------------------------------- | -------------------------------------- | -------------------------------------- |
| Nummer                                 | 81                                     | 67                                     | 42                                     | 31                                     | 29                                     | 29                                     | 36                                     | 43                                     | 66                                     | 77                                     | uit                                    |

### NPO Radio 2 Top 2000
| Nummer met noteringen in de NPO Radio 2 Top 2000 | '21  | '22  | '23  | '24  |
| ------------------------------------------------ | ---- | ---- | ---- | ---- |
| I Can't Sleep Without You                        | 1281 | 1332 | 1439 | 1671 |

1. ↑  Een vetgedrukt getal geeft de hoogste notering aan.
2. ↑  2021 was het eerste jaar met een notering voor dit nummer.

Discografie